# Staroslavenski jezik
Staroslavenski jezik  (ISO 639-3: chu; zvan i starocrkvenoslavenski, crkvenoslavenski; česta kratica na engleskom OCS = Old Church Slavonic) prvi je književni slavenski jezik, kreiran na osnovi makedonskog govora iz okolice Soluna u 9. stoljeću. Stvorili su ga misionari, Sveti Ćiril i Metod i iskoristili za prijevod Biblije i ostalih tekstova s grčkog te za neke vlastite radove. Pisma koja su razvijena za bilježenje staroslavenskoga jezika su glagoljica i ćirilica.

## Stvaranje
Još od Traktata Crnorisca Hrabra (O pismenima) Slaveni nisu imali pisma te Hrabar govori o tri faze – nepoznavanju pisma, korištenju tuđeg pisma "bez ustrojenja" i korištenje svojeg pisma koje su stvorili Ćiril i Metod:
Prĕžde ubo slovĕne ne imĕhǫ knigъ, nǫ črъtami i rĕzami čьtĕhǫ i gataahǫ, pogani sǫĉe. Krъstivše že sę, rimskami i grъčьskymi pismeny nǫždaahǫ sę (pisati) slovĕnsku rĕčь bez ustroenia.
Aĉe li vъprosiši slovĕnskyę bukarę glagolę kto vy pismena stvorilъ estь ili knigy prĕložilъ, to vьsi vĕdętь. I otvĕĉavše rekǫtь. Svętyi kostantinъ filosofъ, naricaemyi kirъlъ. tъ namь pismena stvori i knigy prĕloži. i methodie bratъ ego.
(Prije Slaveni ne imađahu knjiga, nego crtama i zarezima crtahu i gatahu bivajući pogani. Pokrstivši se nastojahu grčkim i latinskim pismenima kojekako pisati svoju riječ bez ustroja. (...) A ako zapitaš slavenske književnike govoreći tko vam je slova sastavio ili knjige preveo, to svi znaju i odgovorivši reći će: sveti Konstantin Filozof, zvani Ćiril, taj nam i slova sastavi i knjige prevede, i Metod, brat njegov.)
Staroslavenska pisma bila su glagoljica i ćirilica. Prema mišljenju današnjih stručnjaka, glagoljica je starije pismo te ju je stvorio Konstantin Ćiril, a poslije je, prema Georgievu, nastala ćirilica zbog povijesnog procesa u kojem su sudjelovali mnogi, a sve je počelo od nesustavnog bilježenja slavenskih riječi grčkim i latinskim slovima (grčki alfabet i latinica).
Moravski knez Rastislav poslao je poruku caru Mihajlu da mu pošalje ljude koji bi naučavali njegov narod, širili pismo i pokrštavali na njihovu jeziku. Car je Konstantinu i Metodu rekao da su oni Solunjani, a da svi Solunjani dobro govore slavenskim jezikom. Naime, mnogo će im biti lakše naučavati jezikom poznatim narodu. Nakon brojnih prijašnjih misija, Konstantin pristaje, stvara pismo – glagoljicu – jer Slaveni ne imahu pisma i odlazi u Moravsku 863. godine s bratom Metodom.
Ondje ostaju tri godine, a potom odlaze i u Panoniju. Dok su ondje djelovali, preveli su s grčkoga jezika velik broj liturgijskih djela, a za Metoda se kaže da je nakon Konstantinove smrti preveo za osam mjeseci sve biblijske knjige, osim Knjige Makabejaca. Stvorili su također i prvi zakonski kodeks, Zakon sudnyj ljudem te prijevod Nomkanona.
Konstantin se bunio protiv tzv. trojezične hereze, da su jedina tri dostojna jezika za slavljenje liturgije latinski, grčki i hebrejski. U raspravi s akvilejskim svećicima rekao je poznate riječi:
Ne pada li kiša od Boga na sve jednako? Ili, ne sja li Sunce, također, na sve? Ne udišemo li svi isti zrak? A kako se vi ne stidite samo tri jezika priznavati, a hoćete da svi drugi narodi i plemena budu slijepi i gluhi
Vrijednost Ćirila i Metoda bila je neprocjenjiva – Slaveni su dobili tri stvari – pismo, jezik i Riječ (Bibliju).

## Nazivlje
U starim se spisima taj jezik nazivao jednostavno – slovĕnьskъ. U 5. glavi Žitja Metodova bizantski car Mihajlo III. govori Ćirilu i Metodu da su oni Solunjani, a da Solunjani vьsi čisto slovĕnьsky besĕdujǫtъ. U 15. glavi piše da je Metod preveo knjige otъ grьčьska języka vъ slovĕnьskъ, a u 17. da Metodovi učenici poslije njegove smrti latinьsky i grьčьsky i slovĕnьsky sъtrĕbišę, a isti naziv koristi i bizantski pisac Jovan Egzarh. Pridjev slavenski koristio se za imenovanje književnog jezika Slavena i slavenskih idioma.
Staroslavenski se razvio na osnovi jednog makedonskog govora, stoga se često nazivao i staromakedonski te starobugarski. Naziv starobugarski koristili su bugarski slavisti govoreći o bugarsko-makedonskim temeljima, a također su uspoređivali s latinskim i grčkim rekavši da su i oni bili književni jezici velikog prostora, ali su opet nazivani narodnim imenima. No, treba uzeti u obzir činjenicu da je tim jezicima nadogradnja bila latinska i grčka, a u staroslavenskom je ona dignuta iznad nacionalne razine te je općeslavenska. Također, danas ne postoji latinski narod, ali postoje slavenski.
Osim dvaju spomenutih naziva zbog narodne osnove, koristila su se još dva zbog uporabe – starocrkvenoslavenski i crkvenoslavenski. Naime, staroslavenski jezik bio je književni jezik liturgijskih spisa. On nije bio govorni jezik starih Slavena, bio je usko vezan uz sakralnu književnost, nastalu prevođenjem grčkih izvornika (što se očitovalo u brojnim leksičkim, morfološkim i sintaktičkim grecizmima). No, staroslavenski jezik koristio se i za profane svrhe (pravni spisi i književnost općenito) čim su mu prilike to dopustile.
Neki razlikuju navedena dva termina pa starocrkvenoslavenskim nazivaju prvi zabilježeni period staroslavenskog jezika, doba kanonskih spisa 10. i 11. stoljeća, a crkvenoslavenskim jezik od 12. stoljeća nadalje, kad se počinju javljati prve redakcije i recenzije, ovisno o jezičnim idiomima. Nikolaj Trubeckoj uveo je termin prastarocrkvenoslavenski, stoga neki predlažu sljedeću podjelu:
1. prastarocrkvenoslavenski (862. – 885.)
2. starocrkvenoslavenski (10. i 11. stoljeće, jezik kanonskih tekstova)
3. crkvenoslavenski (od 12. stoljeća nadalje, prve redakcije)
4. novocrkvenoslavenski (u određenim sredinama, osnova je lokalni idiom; u Hrvatskoj je to oko 16. stoljeća)

Kao što je i u naslovu uvedeno, najčešći je naziv za ovaj jezik staroslavenski jezik. On ne ukazuje na narodnu osnovicu ni na uporabu te je stoga, s neutralnog gledišta odgovarajući i čest u uporabi. No, neki mu te nedostatke i zamjeraju, stoga je uveden najtočniji i precizan termin – općeslavenski književni jezik (Eduard Hercigonja). On ukazuje na to da je bio književni jezik svih slavenskih naroda, bar na jednom dijelu njihova teritorija i u jednom dijelu vremena. Također govori da mu je nadogradnja općeslavenska, a ne lokalna.
Staroslavenski jezik ne smije se miješati s praslavenskim jezikom, matice iz koje su se razvili svi slavenski jezici. Za razliku od staroslavenskog, praslavenski je bio govorni jezik, ali mu je nedostajao bogat leksik, razvedena sintaksa i iznijansirana stilistika da bi mogao poslužiti za književni jezik liturgijskih spisa. Kronološki se staroslavenski poklapa s posljednjom fazom praslavenskog jezika.

## Podrijetlo
Staroslavenski jezik razvio se na osnovi jednog makedonskog govora u okolici Soluna. No, bila je poznata i takozvana panonska teorija koju su posebno zastupali Franc Miklošič i Jernej Kopitar. Oni su tvrdili da se njemačka, latinska i mađarska obilježja staroslavenskog mogu objasniti samo činjenicom da je osnova staroslavenskome bio panonski govor. Ta je teorija nazvana panonskom. No, susreli su se i s problemima – kako objasniti tipične makedonske odraze št i žd (od praslavenskih *t’ i *d’). To su riješili tako da su pronašli mađarske posuđenice koje sadrže te glasove, a oni su ih mogli dobiti jedino posuđivanjem od panonskih Slavena.
Ali, to je opovrgnuo Vatroslav Jagić objasnivši da su Mađari primili te posuđenice u doba seobe, kad su se Bugari i Makedonci selili prema svojim današnjim domovinama. Tu je makedonsku teoriju učvrstio i njegov učenik Vatroslav Oblak organiziravši dijalektološku ekspediciju u okolici Soluna. 1896. svojim je Makedonskim studijama dokazao povezanost makedonskog govora sa staroslavenskim jezikom. Tako je nastala danas priznata makedonska teorija.

## Kanon staroslavenskih spisa
Grčka riječ κανών označavala je propis, pravilo, određen broj, a potonje je i značenje staroslavenskog kanona. To je malen broj sačuvanih spomenika iz 10. i 11. stoljeća, prvi sačuvani spomenici nakon djelovanja svetih Ćirila i Metoda, jer njihova djela nisu sačuvana.
Spomenici pisani glagoljicom:
- Kijevski listići
- Zografsko evanđelje
- Marijinsko evanđelje
- Assemanijevo evanđelje
- Sinajski psaltir
- Sinajski molitvenik
- Kločev glagoljaš
- Bojanski palimpsest
- Makedonski listići
- Ohridsko evanđenje
- Sinajski fragment evenđelja
- Zografski palimpsest

Spomenici pisani ćirilicom:
- Savina knjiga
- Suprasaljski zbornik
- Eninski apostol
- Listići Undoljskoga
- Hilandarski odlomci
- Zografski listići
- Listići Ilijinskoga
- Hilferdingov listić
- Psaltir Slucki
- Ostromirovo evanđelje

## Staroslavenske redakcije
Redakcija je spontatno i nehotično mijenjanje staroslavenskog jezika, zbog utjecaja piščeva jezika i njegova lokalnog idioma, a recenzija je namjerno mijenjanje zbog jezika nekog kraja te se staroslavenski prilagođava području. Razlika katkad i nije najjasnija, ali općenito govorimo o redakcijama staroslavenskog jezika koje su se razvile na većim područjima.
Staroslavenski je odigrao važnu ulogu u povijesti slavenskih jezika i razvio se u crkvenoslavenski, koji se još koristi kao liturgijski jezik u nekim pravoslavnim i grkokatoličkim crkvama. U nekim hrvatskim katoličkim biskupijama na otocima i na obali razvio se u hrvatsku redakciju koja je korištena u glagoljaškoj liturgiji zapadnog, rimskog obreda, sve do Drugog vatikanskog sabora, a u nekim svojim oblicima i sve do danas.

### Hrvatska redakcija
Hrvatski tip staroslavenskog jezika ima sljedeća obilježja:
1. stražnji i prednji nazali – ǫ i ę – mijenjaju se u u i e (rǫka > ruka, pęt > pet)
2. jeri y mijenja se u i (byti > biti)
3. grafem šta – ĉ / mijenja se u ć, šć ili rjeđe u št
4. odrazi praslavenskih *stj i *skj, za razliku od stsl. št, obično daju šć
5. zbog depalatalizacije, poluglasi (jor i jer) se vokaliziraju, u jakom položaju daju a (u kajkavskim govorima zatvoreno e), ali se prije toga izjednačuju (to vidimo u primjeru da su i jer (ь) i jor (ъ) dali isti odraz – sъnъ > sanь, san`, dьnь > dan, dan`). Poslije su se jerovi označivali štapićima i apostrofima te postupno nestali.

Neki spomenici staroslavenskoga jezika dokazane hrvatske redakcije: Humačka ploča kod Ljubuškog, Grškovićev odlomak apostola, Splitski misal, Divoševo evanđelje, Batalovo evanđelje, Hvalov zbornik, Mletački zbornik, Miroslavljevo evanđelje.

### Bosanskohercegovačka redakcija
Neki se tekstovi mogu označiti kao srpski, neki kao hrvatski, a neki bi možda mogli pripadati bosanskoj, ali znanstveno posebna bosanskohercegovačka redakcija nije dokazana.

### Srpska redakcija
1. stražnji i prednji nazali – ǫ i ę – mijenjaju se u u i e
2. jeri y daje i
3. grafem šta – ĉ / mijenja se u ć ili rjeđe u št
4. različit razvoj poluglasa; jor nestaje, a jer prevladava (ъ > ь)
5. odrazi praslavenskih *stj i *skj, kao i u stsl. daju št
6. jǫ daje ju, ali se ę i ję katkad mijenjaju s e
7. palatalno r i meko s postaju tvrdima

Spomenici: Vukanovo evanđelje, Hilandarska povelja, Karejski tipik, Studenički tipik, Temnićki natpis, Matičin apostol.

### Češko-moravska redakcija
1. umjesto staroslavenskih št i žd nalazimo odraze palataliziranog t i d > c i z (pomoštь > pomocъ, viždь > vizь)
2. odrazi praslavenskih *stj i *skj, za razliku od stsl. št, daju šč
3. u instrumentalu jednine o-deklinacije, glavne, srednjeg roda umjesto nastavka -omь dolazi -ъmь
4. genitiv zamjenice azъ (ja) umjesto staroroslavenskog mene nalazimo mne (ispadanjem starog jora od mъne)

Spomenici: Kijevski listići, Praški listići, Reimsko evanđelje.

### Panonsko-slovenska redakcija
1. katkad se stražji nazal ǫ mijenja u o (mǫčenik > močenik)
2. suglasnička skupina -dl- čuva se u drugom participu preterita, ekvivalenti današnjeg glagolskog pridjeva radnog (modlila)

Spomenici: Brižinski spomenici (pisani latinicom)

### Ruska redakcija
1. stražnji i prednji nazali – ǫ i ę – mijenjaju se u u i ja
2. prema staroslavenskim rь, lь, rъ, lъ između suglasnika dolaze ьr, ъr, ьl, ъl
3. ra- i la- izvedeni od praslavenskog or i ol zamjenjuju se s ro- i lo- (rabota, lokъtь)
4. staroslavensko žd daje ž, a št daje č (vižь, pečь)
5. skupine nastale metatezom likvida, ra, la, rĕ, zamjenjuju se skupinama oro, olo, ere (gradъ > gorodъ, zlatъ > zolotъ, umrĕti > umereti)
6. u genitivu jednine te nominativu i akuzativu množine ja-deklinacije te u akuzativu množine jo-deklinacije ę prelazi u ĕ (zemlĕ)
7. u dativu i lokativu ličnih zamjenica umjesto e nalazi se ĕ (tebĕ)

Spomenici: Ostromirovo evanđelje, Arhangelsko evanđelje, Čudovski psaltir, Svjatoslavov zbornik.

### Bugarska redakcija
1. prednji nazal ę iza č, ž i š te j prelazi u stražnji ǫ, a ǫ iza palataliziranih r, l i n (r', lj, nj) prelazi u ę
2. ǫ katkad prelazi u ъ, a ĕ katkad u ja

Spomenici: Traktat Crnorisca Hrabra, Trnovsko evanđelje, Bojansko evanđelje, Vračansko evanđelje, Jovanovo evanđelje.

### Makedonska redakcija
1. ǫ prelazi u ę iza palataliziranih r, l i n (r', lj, nj) te iza kombinacije usnenog samoglasnika sa suglasnikom l (voljǫ > volję)
2. jerovi se katkad vokaliziraju, ъ > o, ь > e
3. ę i ĕ te e i ĕ miješaju se u korištenju
4. katkad se ę mijenja s e, a ǫ s a, ъ i u
5. št i žd se čuvaju

Spomenici: Ohridski apostol, Dobromirovo evanđelje

## Unutarnje poveznice
- Staroslavenska fonologija
- Staroslavenska morfologija
- Staroslavenska sintaksa
- Ćiril i Metod
- Glagoljica
- Ćirilica
- Praslavenski jezik
- Hrvatski jezik
- Crkvenoslavenski jezik
- Wikipedija na staroslavenskom jeziku

## Vanjske poveznice
- (engl.) Ethnologue (14th)
- (engl.) Ethnologue (15th)
- (engl.) Old Church Slavonic Online  Arhivirana inačica izvorne stranice od 22. svibnja 2006. (Wayback Machine) (engl.), opširni opis jezika, A. Richard Diebold Center for Indo-European Language and Culture, Linguistics Research Center, University of Texas at Austin
- Staroslavenski institut
- Biblija na crkvenoslavenskom jeziku ruske redakcije  Arhivirana inačica izvorne stranice od 23. prosinca 2002. (Wayback Machine)